# Fränk Schleck

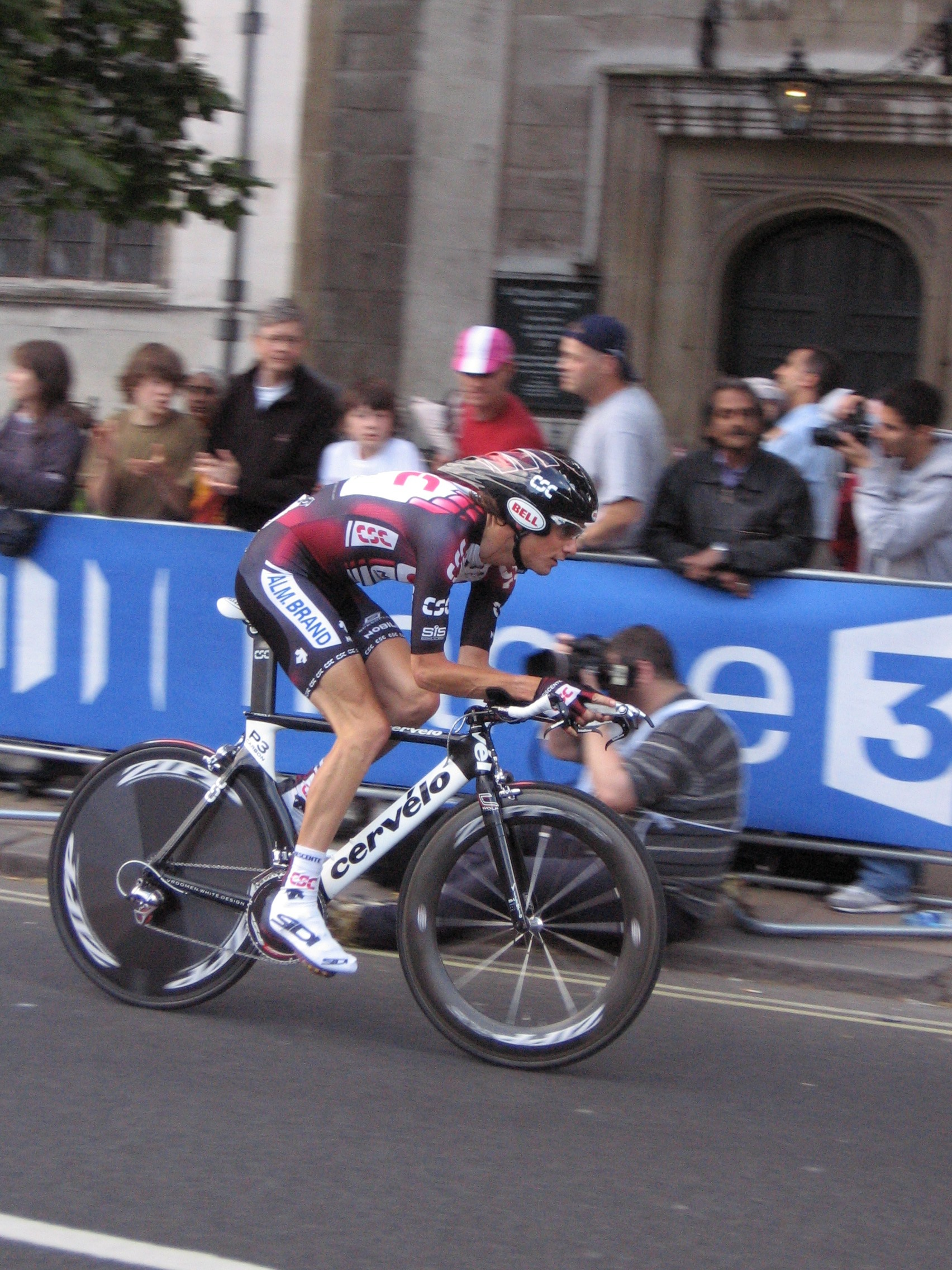
Fränk Schleck al Tour de França 2007

Fränk Schleck (Mondorf-les-Bains, 15 d'abril del 1980) és un ciclista luxemburguès que fou professional del 2000 al 2016.
La temporada 2005, Fränk i el seu germà petit Andy (guanyador del Tour de França de 2010) es reuniren al Team CSC, i es repartiren els campionats de Luxemburg: Fränk guanyà la cursa en ruta i Andy guanyà la contrarellotge. El seu pare Johnny Schleck també fou un ciclista en ruta professional entre el 1965 i el 1974. En el seu palmarès destaquen dues etapes del Tour de França l'Amstel Gold Race de 2006 o la Volta a Suïssa de 2010.
El juliol de 2012 donà positiu en un control antidopatge efectuat durant la disputa del Tour de França. L'UCI convidà el ciclista a abandonar i així ho feu. Schleck denuncià que possiblement havia estat enverinat. La contraanàlisi confirmà el positiu.

## Palmarès
- 2001
  -  Campió de Luxemburg sub-23 en ruta
  - Cursa en línia dels Jocs dels Petits Estats d'Europa
- 2002
  -  Campió de Luxemburg sub-23 en ruta
  -  Campió de Luxemburg sub-23 en contrarellotge
  - Vencedor d'una etapa de la Hessen-Rundfahrt
- 2005
  -  Campió de Luxemburg en ruta
- 2006
  - 1r a l'Amstel Gold Race
  - Vencedor d'una etapa del Tour de França
- 2007
  - 1r al Giro de l'Emília
  - Vencedor d'una etapa de la Volta a Suïssa
- 2008
  -  Campió de Luxemburg en ruta
- 2009
  - 1r a la Volta a Luxemburg i vencedor d'una etapa
  - Vencedor d'una etapa de la Volta a Califòrnia
  - Vencedor d'una etapa del Tour de França
- 2010
  -  Campió de Luxemburg en ruta
  - 1r a la Volta a Suïssa i vencedor d'una etapa
  - Vencedor d'una etapa de la Volta a Luxemburg
- 2011
  -  Campió de Luxemburg en ruta
  - 1r al Critèrium Internacional i vencedor d'una etapa
- 2014
  -  Campió de Luxemburg en ruta
- 2015
  - Vencedor d'una etapa a la Volta a Espanya

### Resultats al Tour de França
- 2006. 10è de la classificació general. Vencedor d'una etapa
- 2007. 17è de la classificació general
- 2008. 5è de la classificació general  Porta el mallot groc durant 2 etapes
- 2009. 5è de la classificació general. Vencedor de la 17a etapa
- 2010. Abandona (3a etapa)
- 2011. 3r de la classificació general
- 2012. No surt per haver donat positiu en un control antidopatge (16 etapa)
- 2014. 12è de la classificació general
- 2016. 34è de la classificació general

### Resultats al Giro d'Itàlia
- 2005. 42è de la classificació general
- 2012. Abandona (15a etapa)

### Resultats a la Volta a Espanya
- 2004. 46è de la classificació general
- 2009. Abandona (11a etapa)
- 2010. 5è de la classificació general
- 2015. 24è de la classificació general. Vencedor d'una etapa